# Chrysopa vetula
Chrysopa vetula (лат.) — вымерших сетчатокрылых насекомых из семейства златоглазок (Chrysopidae). Обнаружены в миоценовых доминиканских янтарях Центральной Америки. Доминиканская Республика.
Длина переднего крыла около 9 мм, длина тела 7—8 мм. Вместе с другими ископаемыми видами златоглазок, такими как Chrysopa glaesaria и Leucochrysa prisca, являются одними из древнейших представителей Chrysopidae. Вид был впервые описан в 2007 году американскими палеоэнтомологами Майклом Энджелом (Engel M.) и Дэвидом Гримальди (Grimaldi D. A.).